# Nada Bavdaž
Nada Bavdaž (por. Štempihar), slovenska gledališka in filmska igralka, * 19. januar 1930, Ljubljana, † november 2014.
Nada Bavdaž je začela kot igralka v postojnskem gledališču v sezoni 1952/53, nato je bila do leta 1957 članica kranjskega poklicnega gledališča. Občasno je igrala tudi v Primorskem gledališču v Novi Gorici in Slovenskem stalnem gledališču v Trstu, med letoma 1957 in 1960 v Ljubljanski Drami, nato do upokojitve leta 1991 v Mestnem gledališču ljubljanskem. Nastopila je tudi v filmih Idealist in Veselo gostivanje.

## Filmografija
- Veselo gostivanje (1984, celovečerni igrani film)
- Idealist (1976, celovečerni igrani film)